# Enzo De Fusco
Enzo De Fusco (Terni, 11 agosto 1969) è un consulente del lavoro italiano.
Fondatore della "De Fusco Labour & Legal" dal 1996 è iscritto all'Ordine professionale dei Consulenti del Lavoro e, dalla stessa data, svolge la professione autonoma. Dal 2000 al 2005 è stato consulente giuridico per il Consiglio Nazionale dei Consulenti del Lavoro e dal 2006 fino a luglio 2018 è stato Coordinatore Scientifico della Fondazione Studi del Consiglio Nazionale dei Consulenti del Lavoro. È un esperto del quotidiano economico Il Sole 24 Ore.

## Biografia
Si laurea in scienze giuridiche lavorando, e svolge un master di specializzazione in diritto del lavoro. È fondatore della società De Fusco Labour & Legal.
A 29 anni pubblica il suo primo commento su Il Sole 24 Ore in cui esamina la norma che ha rivoluzionato l'obbligo contributivo per gli amministratori e soci di società a responsabilità limitata. Negli anni successivi intensifica la collaborazione con il quotidiano fino a diventare un punto di riferimento sulla materia del lavoro per la redazione di Norme e Tributi. Nel marzo del 2000 il Consiglio Nazionale dei Consulenti del Lavoro gli affida il ruolo tecnico di analisi delle nuove normative prodotte dal Parlamento e i loro impatti nella categoria professionale di riferimento. Dal 2006 fino a luglio 2018 è stato Coordinatore Scientifico della Fondazione Studi del Consiglio Nazionale dei Consulenti del Lavoro. Dal 2001 e fino al 2007, a soli 32 anni, la Direzione Generale dell'Agenzia delle entrate gli affida il ruolo di consulente per le materie giuslavoristiche con l'obbiettivo di curare la fase di start-up dell'Agenzia. Si occupa, quindi, delle problematiche dei dirigenti di vertice e del trattamento economico e previdenziale degli oltre 36.000 dipendenti contribuendo a scrivere le regole legislative con Inps e Inpdap prese poi a riferimento per tutti i dipendenti delle Agenzie dello Stato italiano.
Dal 2007 è stato il consulente del lavoro di riferimento del Gruppo Equitalia Spa.
Nel luglio 2011 promuove il primo Contratto di prossimità realizzato in Italia; si tratta di una norma che ha profondamente inciso nell'ordinamento giuslavoristico consentendo ad un accordo collettivo tra privati di derogare alcune leggi italiane in materia di lavoro. Con questo accordo sottoscritto dalle segreterie nazionali del tessile di CGIL, CISL e UIL si realizza l'assunzione a tempo indeterminato di oltre 1500 lavoratori presso la Golden Lady Company Spa, come primo esempio di deroga ad alcuni vincoli introdotti dalla riforma Fornero .
Sempre nel 2006, con Decreto Direttoriale, è componente del Centro Studi per l'Attività Ispettiva del Ministero del Lavoro presso la direzione Generale per l'Attività Ispettiva del Ministero del Lavoro, contribuendo a redigere circolari di fonte ministeriale sulla interpretazione delle norme in materia di lavoro, come indicazione da fornire al corpo ispettivo del Ministero del Lavoro.
Nel 2012, la Cassa Depositi e Prestiti gli affida il ruolo di consulente per le problematiche in materia di diritto del lavoro in una fase di forte espansione della società in ambito nazionale e comunitario.
Nel 2016 anche la Sogei Spa, società informatica dello Stato, depositaria dell’Anagrafe tributaria, dopo una selezione su tutto il territorio nazionale, gli affida l’incarico di consulente del lavoro.
Nel 2016 è stato chiamato dall’avv. Luca Cordero di Montezemolo a gestire la crisi Alitalia contribuendo a realizzare la strategia di ristrutturazione dell’azienda e partecipando al tavolo sindacale fino al raggiungimento dell’accordo siglato nella notte del 13 aprile 2017. Ha continuato ad assistere Alitalia nella fase di commissariamento e di costruzione del futuro della compagnia.
Dal 2017 è stato nominato consulente della nuova Agenzia delle Entrate-Riscossione per curare la fase di start-up.
Dal 2021 è anche il consulente di ITA Airways nelle materie giuslavoristiche nella delicata fase di start-up della compagnia aerea.
Dal 2022 è membro del consiglio d’amministrazione del Fondo Fonchim, il primo fondo di previdenza complementare nel settore chimico-farmaceutico.
Da anni è il consulente del lavoro di riferimento di due pilastri dell’imprenditoria italiana come Giorgio Armani Spa ed Esselunga Spa di Bernardo Caprotti.
Negli anni si è specializzato nei processi di ristrutturazione delle aziende sia in una prospettiva di sviluppo sia per gestire fasi di crisi.
Negli anni ha ricoperto il ruolo di consulente del lavoro di riferimento dei principali gruppi aziendali nazionali e internazionali come TIM, Gruppo Assicurazioni Generali Italia, Piaggio, ANAS, Consip, TotalErg, Rai Com,MediaWorld, RCS Mediagroup il Sole 24 ore, Treccani, Coin, Goldenpoint, Iulm - Libera Università di lingue e comunicazione]].
Nel 2022 ha ottenuto l’approvazione del primo accordo di transizione occupazionale in Italia introdotto con la recente riforma degli ammortizzatori sociali nel 2022.
Ha reso possibile nello stesso anno un accordo sindacale tra gruppo Carrefour e le organizzazioni sindacali a chiusura della vertenza che interessava circa 1.800 lavoratori.
Sempre nel 2022 ha seguito e portato a conclusione lo storico accordo per la cessione di un ramo d’azienda Alitalia a Swissport, colosso internazionale del settore Handling. Il nuovo gruppo internazionale Svizzero gestirà i servizi di terra dell’aeroporto di Fiumicino. L’accordo raggiunto questa tutela l’occupazione di oltre 2000 lavoratori.
Il 31 maggio 2023 con decreto direttoriale del Sottosegretario al Ministero della Cultura Gianmarco Mazzi, è stato nominato nella commissione di esperti che ha il compito di attuare la delega di riforma dei rapporti di lavoro nel settore dello spettacolo.
Il 4 agosto 2023 su incarico del Vice Ministro Maurizio Leo, è stato chiamato a far parte della commissione di esperti per l’attuazione della delega fiscale che nei prossimi mesi dovrà realizzare i decreti legislativi attuativi ed il suo contributo è concentrato sulla revisione del reddito di lavoro dipendente, la detassazione dei premi di risultato, della tredicesima mensilità e degli straordinari.
Da 2007, in veste di esperto in materia di consulenza del lavoro, è ospite in trasmissioni televisive e LA7, dove interviene per analizzare tematiche generali su lavoro e pensioni: è stato ospite e opinionista a TG1, TG1 sette, TG1 Mattina Mi manda Raitre, La vita in diretta, UnoMattina, Ballarò, Porta a Porta, DiMartedì, Agorà|, Fuori TG - TG3, RaiNews24. Ha svolto numerose docenze in Master di aggiornamento professionale organizzati all'Università di Roma –Tor Vergata, Università degli Studi Roma Tre e presso altri istituti che operano su tutto il territorio nazionale; è inoltre relatore in numerosi convegni e iniziative di formazione specialistica.
È docente a contratto presso l’Università Roma Tre nel corso “Analisi delle retribuzioni e del costo del lavoro”.

## Pubblicazioni
- Guida pratica. Rapporto di lavoro, edito da Il Sole 24 Ore, 2022
- Guida pratica. Paghe e contributi, edito da Il Sole 24 Ore, 2014;
- La certificazionie dei Contratti di Lavoro - Problemi e questioni aperte,edito da G. Giappichelli Editore, 2014
- Check List Lavoro, edito da Il Sole 24 Ore, 2013- 2014
- Codice Del Lavoro, Seac Spa, 2012, 2014
- Commentario al nuovo Testo Unico delle Imposte Dirette – edito da IPSOA 2003 e 2009;
- Manovra lavoro, con Luigi De Vita, edito da Il Sole 24 Ore Spa, 2008
- Guida pratica paghe e contributi, edito da Il Sole 24 Ore Spa, 2009, 2014
- Manovra lavoro, con Luigi De Vita, edito da Il Sole 24 Ore Spa, 2008.
- Le collaborazioni a progetto e lavoro occasionale, con Lelio Cacciapaglia,edito da Il Sole 24 Ore Spa, 2004
- Emersione del lavoro irregolare (Legge n. 383/2001), De Agostini Professionale Spa, 2002.
- Il lavoro notturno. La regolamentazione del lavoro notturno in base al D.Lgs. 532/2000, Centro Studi Lavoro & Previdenza, 2000.